# 페라리 광장

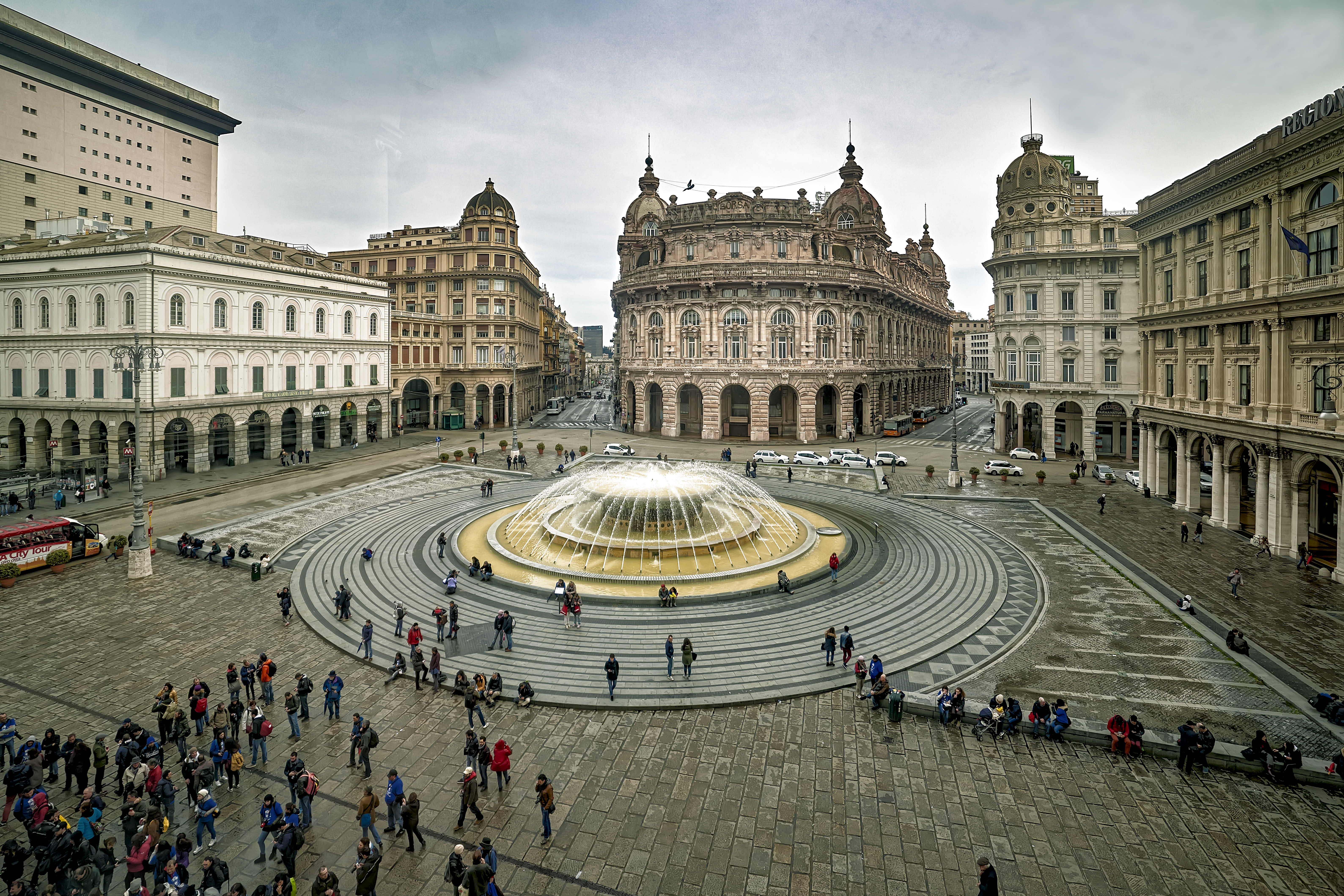
페라리 광장

페라리 광장(이탈리아어: Piazza De Ferrari)은 이탈리아 리구리아주 제노바에 있는 광장이다. 역사적 중심지와 현대적 중심지 사이의 도시 중심부에 위치한 페라리 광장은 분수로 유명하다.
오늘날 페라리 광장 옆에는 수많은 은행 및 사무실 건물이 있어 이 지구는 제노바의 금융 및 비즈니스 중심지가 되었고, 제노바 사람들은 이곳을 "제노바의 도시"라고 부른다. 19세기 말 제노바는 밀라노와 함께 이탈리아의 주요 금융 중심지였으며, 페라리 광장은 증권거래소, 1893년에 설립된 이탈리아 은행의 지점 등 많은 기관이 설립된 곳이었다.